# 水上真
水上 真（みずかみ まこと）は、日本の実業家。現在、田園調布耳鼻咽喉科医院理事長兼最高経営責任者（CEO）。一般社団法人日本医院機構代表理事。Forbesオフィシャルコラムニスト。フジサンケイグループ株式会社ニュースペース・コム相談役。その他役員歴任。

## 略歴
大手金融機関で新規事業推進担当後、1994年より、ヒットチャートをはじめとする音楽総合エンタテインメント企業株式会社オリコンで、取締役統轄本部本部長兼社長室長を７年間歴任。20歳代半ばからオリコングループ全体の取締役統轄担当。在任中の2000年JASDAQ上場。
2001年よりアスキー系総合映像コンテンツ事業会社である株式会社ウェブストリーム初代代表取締役社長に招聘される（グループ会社は、アスキーサムシンググッド、ウェブマネー）。財界企業で構成される団体（統合メディアコンテンツコンソーシアム）などで事業化を推進。
その後、日本コロムビア株式会社の執行役員として全ジャンルの制作部門の統括（Jポップ、ロック、アニメ、教育、演歌、歌謡曲、クラシック、ジャズの全レーベル事業、マネジメント事業、ゲーム事業）兼宣伝部門を統括（執行役員A&C本部長兼宣伝統括部統括部長兼戦略事業担当）し、コロムビア・マーケティング株式会社取締役、株式会社フューチャーレコーズ取締役、フジサンケイグループ株式会社ニュースペース・コム取締役も兼任する。ほか、AKB48派生ユニットNot yetのレーベル長、神田沙也加率いるユニットの獲得、斎藤工のメジャーデビューなども手掛ける。
その間、約2年間アジア最大規模のオスカープロモーション(女優・アーティスト・モデル7500名所属)にて、宣伝部門を管掌。
日本コロムビア13年間歴任・円満退任後、東京メトロポリタンテレビジョン株式会社（TOKYO MXテレビ）編成局企画マーケティング部長。
医療法人社団仁厚会安田診療所相談役を兼業する。